# Красный (Приморско-Ахтарский район)
Красный — хутор в Приморско-Ахтарском районе Краснодарского края.
Входит в состав Степного сельского поселения.

## Места отдыха
В хуторе имеется рыболовно-охотничья база с подсадными выходами в 2 лимана — Чумянный и Б. Кирпильский.

## Население
| 2002 | 2010 |
| ---- | ---- |
| 10   | ↘7   |